# Der Traum der Zalavie
Der Traum der Zalavie er en stumfilm fra 1924 instrueret af Emilio Ghione.

## Medvirkende
- Fern Andra som Perla
- Emilio Ghione som Antonio Butty / Zalamort
- Magnus Stifter som Rudens
- Henry Sze
- Kally Sambucini som Maja / Zalavie
- Ernst Rückert
- Robert Scholz